# Dario Bürgler
Dario Bürgler (Illgau, 18 dicembre 1987) è un hockeista su ghiaccio svizzero, dell'Ambrì-Piotta.

## Palmarès
- Campionato svizzero: 2

Davos: 2008-09, 2010-11
- Coppa Spengler: 2

Davos: 2011
Ambrì-Piotta: 2022